# Escola de Educação Física do Exército
A Escola de Educação Física do Exército  (EsEFEx) é um estabelecimento de ensino do Exército Brasileiro de graus superior e médio, de especialização, da Linha do Ensino Militar Bélico, diretamente subordinado ao Centro de Capacitação Física do Exército e Fortaleza de São João (CCFEx), localizado no Forte de São João, na cidade do Rio de Janeiro. Destina-se a especializar oficiais em Educação Física e Desportos e em Esgrima, especializar oficiais médicos em medicina esportiva, sargentos para o exercício das funções de monitor de Educação Física, além de cooperar e realizar pesquisas no campo da Educação Física e Desportos.

## Histórico
Em 1919, um grupo de oficiais e cadetes da Escola Militar - RJ, fundou a “União Atlética da Escola Militar” e se propôs a promover a sistematização da Educação Física nos meios militar e civil. Era um núcleo de idealistas influenciados pela Missão Indígena, cujos esforços culminariam com a criação da Escola de Educação Física do Exército. À frente deste movimento, achava-se o Tenente Newton Cavalcanti, seu incentivador maior, que mais tarde foi diretor da Escola. Neste contexto, o primeiro marco de fundação da EsEFEx situa-se em 10 de janeiro de 1922 (Boletim do Exército no 431- 20/01/1922) quando se criou o Centro Militar de Educação Física - CMEF na Escola de Sargentos de Infantaria, Vila Militar – RJ, com parte da nova Organização do Exército. As atividades se iniciaram sob os auspícios da Liga de Sports do Exército, mas a Revolução de 1922 determinou seu fechamento não chegando portanto a formar sequer uma turma de instrutores.
1929 - Sete anos após o fechamento do CMEF, ocorreu uma visita do Presidente da República Dr. Washington Luís, à Escola de Sargentos de Infantaria, acompanhado pelo Ministro da Guerra, General Nestor Sezefredo dos Passos. Entusiasmado com o trabalho produzido com os alunos da Escola de Sargentos de Infantaria, o Ministro Sezefredo determina, providências imediatas para criação do Curso Provisório de Educação Física, anexo à referida Escola. A condução dos trabalhos foi entregue aos Tenentes Ignácio de Freitas Rolim e Virgílio Alves Bastos, que selecionaram uma turma de 10 Oficiais, 28 Sargentos e 20 professores públicos do então Distrito Federal (hoje município do Rio de Janeiro). Deste grupo saiu a primeira turma de diplomados em Educação Física do Brasil, considerando-se um estabelecimento nacional e alunos militares e civis em igualdade de condições discentes.
1930 - Neste ano, como as instalações da Escola de Sargentos de Infantaria eram precárias para a parte náutica, transferiu-se o núcleo formativo para a Fortaleza de São João, Urca, local que marca a fundação da cidade do Rio de Janeiro no século 16. Na sua nova sede, o CMEF iniciou suas atividades com a abertura dos cursos de Instrutor, Especialização (Medicina) e de Monitor.
1933 - Na data de 19 de outubro, o Governo Vargas pelo decreto 23252, muda a denominação do CMEF para Escola de Educação Física do Exército, dando-lhe nova organização, atualizando os seus currículos e ampliando os seus objetivos. Desde então, a EsEFEx assumiu uma função de formadora com atuação em todo o território nacional, freqüentemente em condições pioneiras em diversas regiões. Esta vocação para influenciar a Educação Física em escala nacional – e mais tarde admitindo alunos do exterior – passou por estágios distintos, refletindo o próprio desenvolvimento do esporte e atividades físicas de lazer, ora em perspectiva militar (instrutores), ora civil (professores e médicos).
1933 a 1941 - Nesta primeira fase, a EsEFEx compartilha tanto da eugenia à época prevalecente no país - reforçando ideais do povo brasileiro como uma raça forte - como da formação e especialização em Educação Física e Medicina Esportiva como uma contribuição prioritária da EsEFEx para o desenvolvimento institucional destas áreas de intervenção profissional. Os marcos deste período foram os seguintes: (a) Criação, em 1929, do "Curso Provisório de Educação Física"; (b) Fundação, em maio de 1932, da "Revista de Educação Física", considerada órgão oficial da EsEFEx; (c) Suporte, em 1939, para criação e desenvolvimento da Escola Nacional de Educação Física e Desportos – RJ; (d) Contribuição, em 1939, para a efetiva institucionalização da Medicina do Esporte no Brasil; (e) Criação, em 1936, da "Colônia de Férias", uma das atividades precursoras do esporte recreativo como inclusão social no país, sob liderança do Capitão Ignácio de Freitas Rolim e do Sargento Custódio Batista Lobo.
1942 a 1967 - Nesta segunda fase, a ênfase situou-se no uso do esporte para preparação do soldado; no compartilhamento de cargos em diversas confederações e federações esportivas brasileiras; na organização de eventos esportivos e publicações diversas como livros, artigos e manuais na área de Educação Física e esporte. Os marcos deste estágio foram os seguintes: (a) Realização de estágios, cursos e simpósios, permitindo acesso e atualização profissional quanto aos principais métodos de intervenção profissional; (b) Ocupação efetiva de cargos e direção de instituições da área por pessoal legitimado pela formação profissional; (c) Intercâmbio internacional, destacando-se o XII Campeonato Mundial de Pentatlo Militar em 1960, evento esportivo de repercussão mundial, no qual os encargos do treinamento atlético e organização couberam à EsEFEx; (d) Reedição da maior parte das obras elaboradas pela EsEFEx, após um convênio assinado com a Divisão de Educação Física do Ministério da Educação e Cultura, para efeito de difusão no meio civil.
1968 a 1979 - A "Fase de Cientificação do Treinamento Esportivo" seguiu-se como resultado da crescente influência das ciências na preparação atlética como também do incentivo dado pelo Ministro do Exército às práticas esportivas em todas as guarnições do país, afirmando a importância da preparação física e psicológica do combatente. Os marcos desta fase foram: (a) A preparação física da seleção brasileira de futebol para a Copa do Mundo no México, em 1970, para a qual Cláudio Coutinho utilizou o programa "Aerobics", adaptando a tabela de Cooper destinada a sedentários aos atletas; (b) O impacto da conquista da Copa de 1970 pelo Brasil, dando surgimento a um grande movimento social de engajamento a programas de atividade física sistemática.
1980 a 1989 - Neste período instalou-se uma fase de valorização dos esportes militares em face à mudança da conjuntura política do país e conseqüente retração da EsEFEx, voltando-se para dentro da instituição, conseqüentemente dando prioridade aos esportes militares e ao treinamento físico militar. Esta fase teve como marcos: (a) A trajetória internacional bem sucedida da Equipe de Pentatlo Militar do Brasil que destacou a preparação física, psicológica e técnica do soldado brasileiro; (b) O processo de cientificação do manual de Treinamento Físico Militar e do Teste de Avaliação Física no âmbito interno do Exército.
1990 a 2000 - A fase de reestruturação no sentido das Ciências do Esporte derivou-se da tanto da introspecção da EsEFEx que a afastou das instituições civis tanto quanto do avanço destas últimas entidades no sentido do conhecimento e da pesquisa, sobretudo em termos de pós graduação. Dessa forma para que a EsEFEx não ficasse distante da modernização do esporte e da Educação Física, ela passou a ser enquadrada no Centro de Capacitação Física do Exército - CCFEx. Este foi criado para obter interdisciplinaridade entre o esporte, a saúde, a pesquisa e a preparação dos discentes. Nesta nova abordagem, o corpo docente da EsEFEx tem buscado o auto aperfeiçoamento em universidades civis e tem sido realizados dentro da Escola cursos de pós-graduação em convênio com Estabelecimentos de Ensino Superior do mundo civil.
Situação Atual Desde sua criação até nossos dias foram formados pela EsEFEx mais de 6.000 instrutores e monitores em Educação Física, mais de 150 médicos especialistas em medicina esportiva e mais de 130 mestres d'armas. Os formandos originaram-se de todas as Unidades Federadas do país e de algumas nações amigas, sendo civis ou pertencentes ao Exército, Marinha, Aeronáutica, Policia Militar, Corpo de Bombeiro, Forças Armadas de outros países. Hoje a EsEFEx, vinculada à Diretoria de Pesquisa e Estudos de Pessoal, continua cumprindo sua missão principal que é habilitar oficiais, sargentos e civis para o desempenho de funções nas áreas da Educação Física, Medicina Esportiva e Mestre D'armas.